# Taisei Isoe
Taisei Isoe (japanisch 磯江 太勢 Isoe Taisei; * 19. April 1997 in der Präfektur Tottori) ist ein japanischer Fußballspieler.

## Karriere
Isoe erlernte das Fußballspielen in der Jugendmannschaft von Gainare Tottori. Seinen ersten Vertrag unterschrieb er 2015 bei Gainare Tottori. Der Verein spielte in der dritthöchsten Liga des Landes, der J3 League. Für den Verein absolvierte er zwei Ligaspiele. 2018 wechselte er zu Matsue City FC. Für den Verein absolvierte er 36 Ligaspiele. 2020 wechselte er zu Fukuyama City FC.